# Летящи риби
„Летяща риба“ пренасочва тук. За едноименното съзвездие вижте Летяща риба (съзвездие).
Летящи риби (Exocoetidae) са семейство морски риби от разред Зарганоподобни. Името си дължат на способността си да „прелитат“ (планират) известно разстояние във въздуха.
Дължина до 45 cm. Гръдните перки са силно удължени (при някои – и коремните), долният дял на опашната перка е по-дълъг. Могат да прелитат над водата до 30 – 50 m. Разпространени са в тропичните и субтропичните области на моретата и океаните. Хранят се с планктон.

## Родове
Към семейството принадлежат седем рода, обединяващи 64 вида летящи риби.
Семейство Летящи риби
- Cheilopogon Lowe, 1841
- Cypselurus Swainson, 1838
- Exocoetus Linnaeus, 1758
- Fodiator Jordan et Meek, 1885 – Малки дългомуцунести летящи риби
- Hirundichthys Breder, 1928
- Parexocoetus Bleeker, 1866
- Prognichthys Breder, 1928